# Pharos-Palastkapelle
Die Pharos-Palastkapelle (eigentlich die Kapelle der Marienkirche am Pharos im Kaiserpalast, gr. Θεοτόκος του Φάρου), in abendländischen lateinischen Berichten des Mittelalters zumeist nur Heilige Kapelle genannt, war über das frühe und hohe Mittelalter lange Zeit der zentrale Aufbewahrungsort für Reliquien in Konstantinopel. Sie sollte nach der arabischen Eroberung Jerusalems die Funktion der Grabeskirche für die christliche Welt übernehmen. In der Pharos-Palastkapelle wurden unter anderen alle relevanten Passionsreliquien, zwei größere Stücke des heilgen Kreuzes, zwei Nägel, der Schwamm, die Lanze, eine Phiole mit Christi Blut, die Dornenkrone sowie das Mandylion aufbewahrt.

## Geschichte

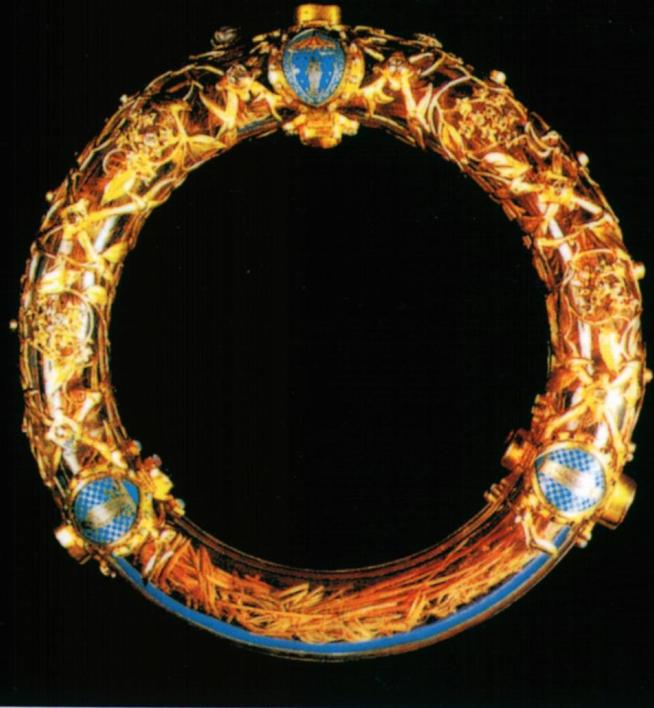
Die heute in Notre Dame in Paris aufbewahrte Dornenkrone stammte wie einige heute nicht mehr erhaltene Reliquien aus der Saint-Chapelle aus der Pharos-Palastkapelle

Die Kirche wurde von Konstantin V. als Palastkapelle der Byzantinischen Kaiser gebaut und 769 anlässlich der Vermählung von Leo IV. und Irene in der Kirche erstmals erwähnt. Nach Ende des Ikonoklasmus wurde die Kirche unter Michael III. erneuert und reich ausgeschmückt. Die neue Kirche wurde wahrscheinlich 864 geweiht. In der Zwischenzeit wurde die Kirche Aufbewahrungsort der wichtigsten imperialen Reliquien sowie eine der Manifestationen des „Triumphs der Orthodoxie“ (Fest der Orthodoxie) in der Wiedereinführung der Ikonenverehrung 843. Die Kollektion der Reliquien der Kirche war in ihrer umfassenden Art in der christlichen Welt einmalig und erfolgte über mehrere Jahrhunderte. Sie wurde daraufhin einer der zentralen Pilgerorte der Christenheit. Mehr als fünfzehn Pilgerbeschreibungen vom elften bis Anfang des dreizehnten Jahrhunderts geben ein vollständiges Bild wie zu keiner anderen zerstörten Kirche Konstantinopels.
Nach dem Vierten Kreuzzug 1204 wurden zahlreiche der Reliquien entweder als Beute von den Kreuzfahrern ins Abendland verschafft oder von den Lateinischen Kaisern für astronomische Summen verkauft. Unter anderem ist die Limburger Staurothek eine ursprüngliche Reliquie der Pharos-Palastkapelle gewesen.
Nachdem Ludwig IX.  die kostbaren Passionsreliquien („Christi Dornenkrone“ und Teile des „Wahren Kreuzes“) sowie die Spitze einer Lanze, die dem römischen Hauptmann Longinus gehört haben soll, 1237 dem lateinischen Kaiser Balduin II. für eine astronomisch hohe Summe abgekauft hatte, wurde nach Vorbild der Pharos Kapelle die Sainte-Chapelle als neuer zentraler Mysterien-Schrein der Christenheit im gotischen Stil erbaut.

## Architektur
Obwohl die Kirche noch unter der Lateiner-Herrschaft zerstört wurde und keine archäologischen Befunde zum eigentlichen Platz und zur architektonischen Evidenz der Kirche vorhanden sind, ist durch die umfangreichen literarischen Darstellungen das Aussehen der Kirche und ihrer Einrichtung besser rekonstruierbar als zu irgendeiner der verlorenen Kirchen Konstantinopels. Eine der wichtigsten Quellen stellen die Homilien des Patriarchen Photius von 864 dar. Sie enthalten eine detaillierte Beschreibung der Dekoration der Kirche sowie ihres ikonographischen Programms. Die Fassade war aus ebenen und glatten Marmorsteinen erbaut, die nahtlos ineinander gingen. Die Qualität der Marmorfassade wurde von Photios als wie aus einem einzigen Stein gehauen beschrieben. Photios’ Beschreibung der Verkleidung der Kirche ist eine wesentliche Quelle für die Architektur der mittelbyzantinischen Zeit. Als Grundriss diente der eines eingeschriebenen griechischen Kreuzes mit einer auf vier Säulen ruhenden Kuppel.
Der Innenraum der Kirche bestand aus polychromen Marmortafeln und figürlichen Mosaiken. Alle Flächen, die nicht mit Marmor verkleidet wurden, waren mit Gold und Silber bedeckt. Die Kapitelle waren silbergeschmückt und hatten unterhalb goldene Gürtel. Alle Sanktuarien in der Kirche waren aus Silber gefertigt, darunter der Altartisch und das Ziborium sowie die Türen. Über dem Altartisch waren goldene Tauben, die mit kostbaren Edelsteinen besetzt waren. In den Schnäbeln hielten sie kreuzförmige perlenbesetzte Äste.
Der Mosaikschmuck der Kirche war der erste bekannte, der nach der Zeit des Ikonoklasmus ausgeführt worden ist. Daher wurde das ikonographische Programm der Kirche bald zu einem Vorbild späterer Kirchen der Hauptstadt wie im Reich. Die Kuppel erhielt ein Christusbild (vermutlich Christus-Pantokrator). Darunter war eine Prozession von Engeln angeordnet. In der Apsis befand sich ein Bild Marias (Maria orans), die ihre Hand segnend aufrichtete.

## Bedeutung
Das Konzept der Kirche war nicht nur durch die Präsenz der Passions-Reliquien von universeller Bedeutung, sondern im Konzept, die Grabeskirche Jerusalems zu ersetzen. Die materielle Evidenz der christlichen Hauptreliquien in der Pharos-Palastkapelle außerhalb Jerusalems, das von den Arabern regiert wurde, bestimmte dadurch die byzantinischen Kaiser als von Gott gesalbte Herrscher. Sie bestimmten dadurch den Großen Palast Konstantinopels mit der Pharos-Kapelle zum universellen Machtzentrum der Christenheit. Dadurch wurde der Bautyp der Kreuzkuppelkirche der Pharos-Kapelle mit ihrer dogmatischen ikonographischen Innendekoration zu einem Idealbild, das vorbildgebend für die byzantinische Kunst wurde. Die Pharos-Palastkapelle galt als ideales Maß für den Kirchenbau der orthodoxen Welt in der Vermittlung zum ‚Prototyp‘ der Geburtskirche in Jerusalem. Die metaphysische Ebene des prachtvoll dekorierten Sanktuariums als Abbild des Himmlischen Jerusalems hatte über das Mittelalter, in dem das Metaphysische als ein Teil der Realität wahrgenommen wurde, großen Einfluss auf Architekten und Maler in Ost- und Westeuropa.
Sie war direktes Vorbild der Sainte-Chapelle, der Palastkapelle der französischen Könige in Paris, sowie der Primatskirche der serbischen Nemanjiden im Kloster Studenica.